# Rudolf Achenbach
 Rudolf Achenbach (* 10. Januar 1928 in Frankfurt am Main; † 6. Juli 2015) war ein deutscher Unternehmer. Er gründete die Achenbach Delikatessen Manufaktur und initiierte den Rudolf Achenbach Preis.

## Leben
Nach dem Zweiten Weltkrieg begann Achenbach eine kaufmännische Lehre im Obst- und Gemüse-Import und Handel. 
Im April 1954 gründete er mit seiner Frau Ingrid und zwei Mitarbeitern in Frankfurt-Unterliederbach ein Unternehmen zur Herstellung konzentrierter Suppen.
Anfang der 1960er-Jahre folgten weitere Feinkost-Produkte wie Pasteten und Terrinen. Ab 1961 wuchs die Firma zu einem überregional bekannten Hersteller, als die Produktion in einen Neubau an den heutigen Standort Sulzbach (Taunus) verlegt wurde. 
Mitte der 1990er Jahre zog sich Rudolf Achenbach aus dem aktiven Tagesgeschäft zurück und berief seine Tochter Petra Moos-Achenbach in die Geschäftsführung der Achenbach Delikatessen Manufaktur.
Achenbach verstarb im Juli 2015 im Alter von 87 Jahren.

## Rudolf-Achenbach-Preis
Der 1975 initiierte Rudolf-Achenbach-Preis ist ein bundesweit ausgetragener Jugend-Wettbewerb für den Köche-Nachwuchs. Er wird noch heute ausgetragen.
1982 war beispielsweise Jürgen Koch (Brauereigasthof Müllerbräu, Pfaffenhofen an der Ilm) der Gewinner
und 1994 Tim Mälzer	(Inter-Continental Hotel, Hamburg).

## Mitgliedschaften
- Präsidiums-Mitglied der Chaîne des Rôtisseurs, Baillage Nationale d’Allemagne
- Im Vorstand des Bundesverbandes der Suppenindustrie
- Verband der Köche Deutschlands (VKD)